# Malayaplamius sakaii
Malayaplamius sakaii is een keversoort uit de familie zwartlijven (Tenebrionidae). De wetenschappelijke naam van de soort is voor het eerst geldig gepubliceerd in 1986 door Kimio Masumoto.